# Film de capă și spadă
Filmele de capă și spadă sunt un subgen al filmului de aventură, cu multe dueluri și înfruntări violente. Acțiunea acestor filme are loc în perioada epocii din Evul Mediu până în ajunul Revoluției Franceze ajungând până la Renaștere, războaiele religioase, epoca lui Ludovic al XIII-lea și ale lui Ludovic al XIV-lea. Unele sunt inspirate din operele literare ale secolului al XIX- lea de Edmond Rostand, Paul Féval, Michel Zévaco și mai ales de Alexandre Dumas. 
Inițial, acest gen de filme au avut ca subiect diverse adaptări de romane aparținând acestui gen.

## Etimologie
În Franța secolului al XVII-lea, pelerina (capa) și sabia erau simboluri ale funcției deținute sau stării unei persoane. „A avea doar pelerină și sabie” s-a spus despre o persoană fără avere sau fără consistență materială și bunăstare. 
În secolul al XX-lea, un roman sau un film de capă și spadă, desemnează o lucrare „care prezintă personaje de luptă, generoase, cavalerești” 

## Exemple de filme de capă și spadă
- 1940 Semnul lui Zorro
- 1952 Scaramouche
- 1952 Fanfan la Tulipe

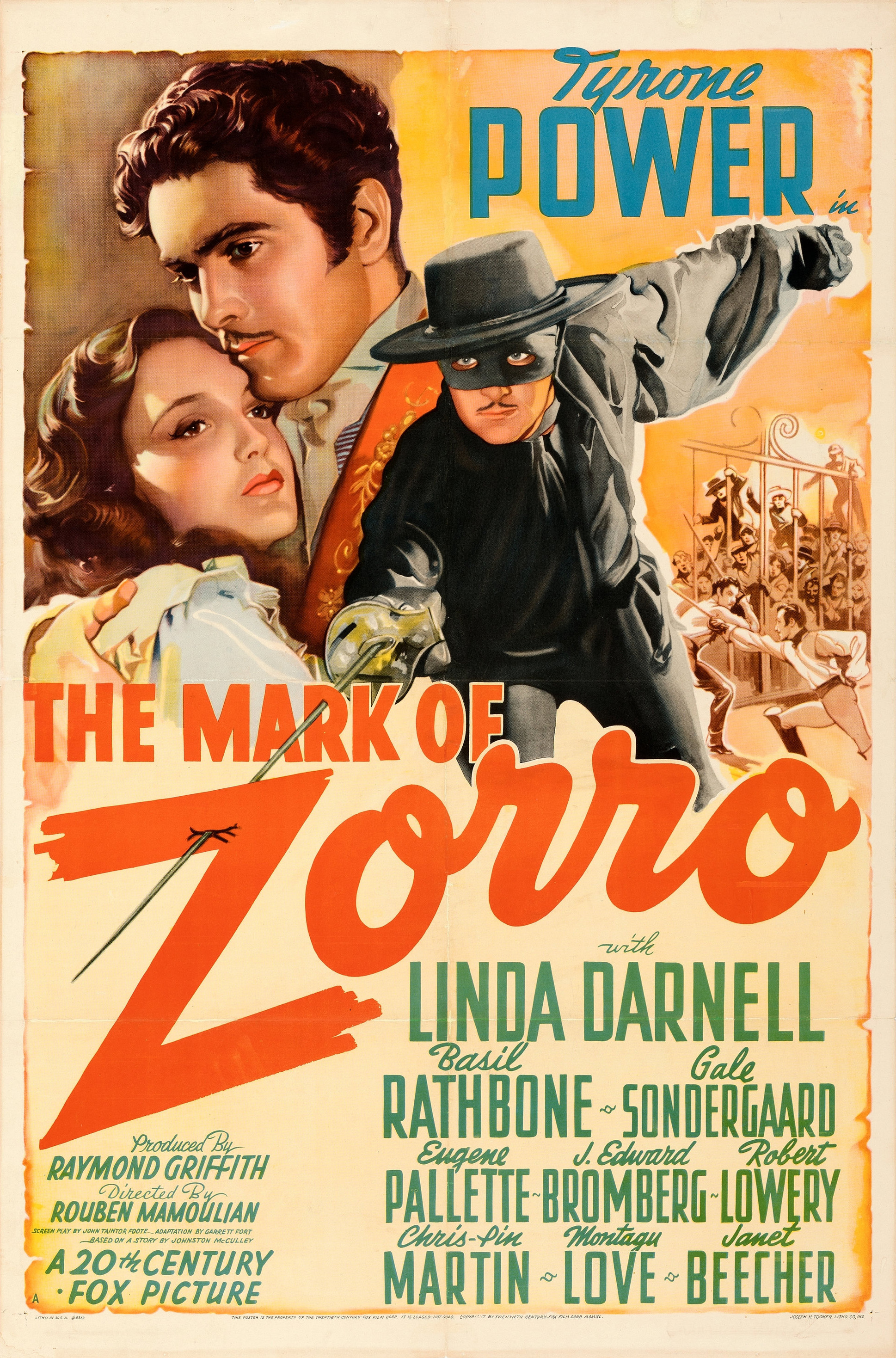
Afișul filmului Semnul lui Zorro (1940)

- 1953 Cei trei mușchetari (Les trois mousquetaires), regia André Hunebelle
- 1957 Aventurierul (La Tour, prends garde !)
- 1959 Cocoșatul (Le Bossu)
- 1961 Cei trei mușchetari (Les trois mousquetaires: Les ferrets de la reine)
- 1961 Frații corsicani (I fratelli corsi), regia Anton Giulio Majano
- 1961 Căpitanul Fracasse (Le Capitaine Fracasse), regia Pierre Gaspard-Huit
- 1961 Miracolul lupilor (Le Miracle des loups), regia André Hunebelle
- 1962 Cartouche, regia Philippe de Broca
- 1962 Cavalerul Pardaillan (Le chevalier de Pardaillan)
- 1963 Scaramouche
- 1963 Tom Jones
- 1964 Îndrăznețul Pardaillan (Hardi Pardaillan!)
- 1964 Laleaua neagră (La tulipe noire), regia Christian-Jaque
- 1966 Surcouf tigrul celor șapte mări (Surcouf, l'eroe dei sette mari), regia Sergio Bergonzelli și Roy Rowland
- 1966 Reîntoarcerea lui Surcouf (Surcouf, l'eroe dei sette mari), regia Sergio Bergonzelli și Roy Rowland
- 1969 Mon oncle Benjamin
- 1971 Mirii anului II (Les Mariés de l'an II), regia Jean-Paul Rappeneau
- 1973 Cei trei mușchetari (The Three Musketeers), r. Richard Lester
- 1975 Zorro
- 1990 Cyrano de Bergerac
- 1994 La Fille de d'Artagnan
- 1995 Călărețul de pe acoperiș